# Den Andiske Sammenslutning
Den Andiske Sammenslutning (spansk: Comunidad Andina de Naciones, CAN) er en handelsblok bestående af andes landene i sydamerika.
Nuværende medlemsstater er Bolivia, Colombia, Ecuador, Peru og Venezuela (som er i en proces for at forlade sammenslutning). Handelsblokken blev kaldt for "Den Andiske Pagt" frem til 1996, og blev dannet i forbindelse med signeringen af Cartagena-afalen i 1969. Dens hovedkontor ligger i Lima, Peru.
Den Andiske Sammenslutning har 120 millioner indbyggere, boende i et område på 4,700,000 km², med et BNP på over 4 billioner i 2005, inkluderet Venezuela.

## Medlemskab
Den Andiske Pagt blev originalt dannet i 1969 af Bolivia, Chile, Colombia, Ecuador og Peru. I 1973 blev Venezuela sammenslutningens sjette medlem. I 1976, derimod, gik man tilbage til fem medlemsnationer da Chile trak sig ud. Venezuela annoncerede i 2006 at de også skal trække sig ud, noget som reducerer antallet af medlemmer i Den Andiske Sammenslutning til fem.
Nylig, efter den nye samarbejdsaftale med Mercosur, fik Den Andiske Sammenslutning fire nye medlemmer: Argentina, Brasilien, Paraguay og Uruguay. Disse fire Mercosur-medlemmer blev bevilget medlemskab af "Det Andiske Råd af Udenrigsministre". Denne handling gengældte Mercosurs valg om at indlemme nationerne i Den Andiske Sammenslutning i sit eget frihandelssamarbejde.
- Nuværende medlemsstater:
  -  Bolivia (1969)
  -  Colombia (1969)
  -  Ecuador (1969)
  -  Peru (1969)
- Tidligere medlemmer:
  -  Venezuela (1973-2006)
- Associerede medlemsstater:
  -  Argentina (2005)
  -  Brasilien (2005)
  -  Chile (fuldstændig medlem 1969-1976, observatør 1976-2006, samarbejdsnation siden 2006)[1]
  -  Paraguay (2005)
  -  Uruguay (2005)
  -  Venezuela (2006)
- Observatørlande:
  -  Mexico
  -  Panama